# Вяэри, Эдуард
Эдуард Вяэри (эст. Eduard Vääri; 1926—2005) — эстонский учёный, финно-угровед и общественный деятель, почётный профессор Тартуского университета, автор публикаций о ливском языке, пресс-секретарь Крестьянской партии Эстонии и основатель Общества защиты эстонского языка.

## Биография
Родился в 1926 году.
В 1951 году стал преподавателем в Тартуском университете, в котором с 1978 года стал профессором, в 1993 году — почётным профессором. Позднее работал в Языковом центре Эстонского сельскохозяйственного университета, Тартуской учительской семинарии и Тартуской музыкальной школе. Также был преподавателем эстонского языка в Хельсинкском университете.
Умер в 2005 году.